# Pumi (volk)
Het Pumi of Primi volk (eigenbenaming: /phʐẽmi/) is een officiële etnische minderheidsgroep in China.
Het Pumi volk is gerelateerd aan de Qiang en bestaat uit ongeveer 50.000 personen, waarvan 30.000 in de provincie Yunnan en 20.000 in de provincie Sichuan.
De Pumi taal behoort tot de Tibeto-Birmaanse talen. In het verleden werd het Tibetaans schrift gebruikt voor voornamelijk religieuze doeleinden, maar tegenwoordig wordt voornamelijk het Chinees schrift of het Latijns alfabet gebruikt. De godsdienst is voornamelijk animistisch en wordt Zanbala genoemd. Ook de gelug- en kagyüsektes van het Tibetaans boeddhisme komen vaak voor.

## Geschiedenis
De Pumi waren oorspronkelijk nomadisch en leefden op het Tibetaans Hoogland. Tijdens de 4e eeuw v.Chr. verhuisden ze naar de warmere gebieden in de Hengduan bergen.
Vervolgens verhuisde het volk in de 7e eeuw naar het noorden van Sichuan en in de 14e eeuw naar het noordwesten van Yunnan. Velen werden boeren en de lokale landeigenaren domineerden de economie in de Lanping en Lijiang gemeentes. De Pumi landheren en Nakhi stamhoofden waren ook actief in slavenhandel. Pas tijdens de Culturele Revolutie verloren de landheren hun macht.
Achang · Akha · Bai · Baima · Blang (Bulong) · Bonan · Buyi · Dai · Daur · De'ang · Dong · Dongxiang · Drung · Evenken · Gaoshan (Taiwanese aboriginals) · Gelao · Gin (Vietnamezen) · Han · Hani · Hlai (Li) · Hui · Jingpo · Jino · Kazachen · Kirgiezen · Koreanen · Lahu · Lhoba · Lisu · Mantsjoes · Maonan · Miao (Hmong) · Mongolen · Monpa (Menba) · Mulam (Mulao) · Nanai (Hezhe) · Naxi · Nu · Oeigoeren · Oezbeken · Oroqen · Pumi · Qiang · Russen · Salar · She · Sui · Tadzjieken · Tataren · Tibetanen (Zang) · Tu · Tujia · Wa (Va) · Yao · Yi · Yugur · Xibe · Zhuang